# Annette Sekrève
Annette Sekrève (Dieren, 18 de abril de 1972) es una princesa neerlandesa, esposa de Bernhard van Vollenhoven, segundo hijo de la princesa Margarita de los Países Bajos y el profesor Pieter van Vollenhoven. Es prima política del actual rey de los Países Bajos, Guillermo Alejandro.

## Biografía
Annette Sekrève nació el 18 de abril de 1972 en La Haya, Países Bajos, siendo la primogénita de Ulrich Sekrève y Jolanda de Haan. Tiene dos hermanas menores.
En 1991 se tituló como psicóloga en la universidad de Groningen.

## Títulos, tratamientos y distinciones honoríficas
- 18 de abril de 1972 – 6 de julio del 2000: Señorita Annette Sekrève
- 6 de julio del 2000 – Presente: Su Alteza la princesa Annette de Orange-Nassau[1]